# Settefrati (Barletta)
Settefrati è un quartiere del comune di Barletta.

## Geografia
Il quartiere di Settefrati è attraversato a nord dall'Ofanto. 

## Storia
Settefrati rappresenta la prima espansione novecentesca di Barletta, avvenuta tra il 1900 e il 1940.
Inizialmente sorto attorno al rione "S. Nicola", alle soglie del 2000 lambisce la zona artiginale posta su via Foggia, a circa 2 km dal centro storico. 
Il sito più antico è rappresentato dal Cimitero monumentale di Barletta. 
È l'unico quartiere di Barletta, fuori dalla zona storica, ad avere accesso diretto al mare.

### Occupazione tedesca del 1943

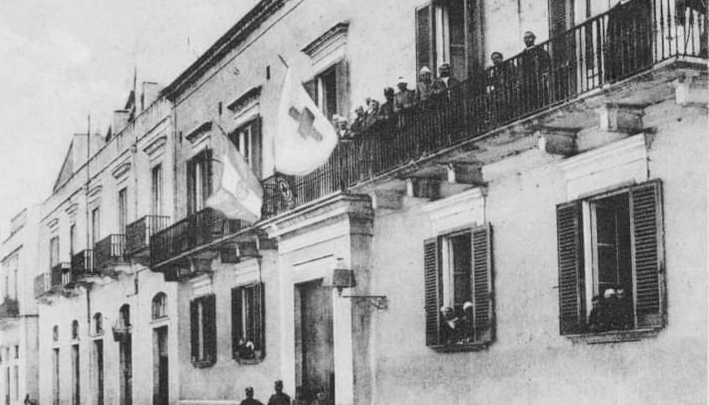
Ospedale della Croce Rossa nel quartiere Settefrati, demolito negli anni '60

Nel 1943, durante l'occupazione tedesca di Barletta, il quartiere non fu solo danneggiato ma anche luogo dal quale partirono cannonate verso l'ospedale civile e la torre dell'orologio di San Giacomo. 

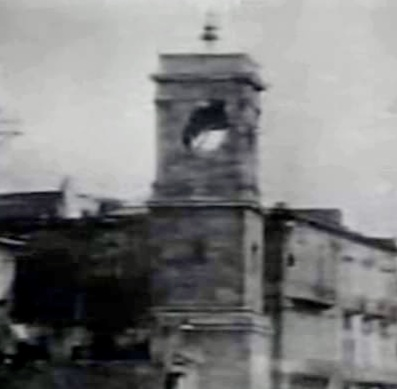
Torre dell'orologio cannonata da via regina Margherita, quartiere di Settefrati

## Mercato di Sop all'ar
Prima dell'urbanizzazione del primo novecento, nella zona sorgeva una ara di circa 4 ettari, sulla quale veniva fatto essiccare il grano.
Da li il toponimo del mercato giornaliero più grande della città, appunto "sop all'ar", in dialetto sopra l'ara. 
Oggi il mercato si estende per circa 2500 mq, nella piazza dedicata a Giuseppe Di Vittorio 

## Monumenti e luoghi di interesse
- Monumento all'Aeronautica
- Teleferica di Barletta
- Cimitero monumentale di Barletta

## Chiese
Nel quartiere di Settefrati sono presenti 4 chiese:
- Chiesa di San Benedetto

- Chiesa dello Spirito Santo

- Chiesa di San Nicola

- Chiesa di San Filippo